# Сфера (роман, 1987)
«Сфера» (англ. Sphere) — роман американського письменника Майкла Крайтона. Вперше опублікований 12 травня 1987 року видавництвом «Alfred A. Knopf, Inc». Роман починається як наукова фантастика, але швидко перетворюється на психологічний трилер, що досліджує природу людської уяви.
У 1998 році за мотивами роману вийшов фільм Баррі Левінсона «Сфера» з Дастіном Гоффманом, Семюелом Л. Джексоном, Пітером Койотом, Левом Шрайбером і Шерон Стоун у головних ролях.

## Сюжет
Група дослідників, психолог Норман Джонсон, математик Гаррі Адамс, зоолог Бет Галперн, астрофізик Тед Філдінг і морський біолог Артур Левін, разом із військовослужбовцями ВМС США вирушають на підводну станцію «Оселя DH-8», збудовану для дослідження невідомого об'єкта на дні.
Під час спуску Левін відчуває клаустрофобію, і його повертають на поверхню. Решта прибувають до станцію, де проходять процес адаптації. Представники ВМС пояснюють, що під водою виявлено космічний корабель позаземного походження. Дослідницький робот проте показує, що корабель належить США і прибув з майбутнього, після чого зазнав аварії й затонув близько 350 років тому. Робот не може відчинити люк у корпусі корабля, тому дослідники вирушають оглянути його в глибоководних скафандрах. У великому вантажному відсіку корабля команда виявляє таємничу сферу.
Адамс вважає, що команда загине, інакше в майбутньому вже знали б щось про сферу, а про неї не виявлено жодних записів. Залишившись позаду решти команди, Адамс входить у сферу. Тим часом на поверхні починається шторм, тому екіпаж станції не зможе її покинути наступні п'ять днів. Адамса знаходять і повертають на «Оселю DH-8», але він не пригадує як відкрив сферу та що сталося всередині.
Через комп'ютери з командою виходить на зв'язок інопланетна сутність зі сфери, що називає себе «Джеррі». Спочатку Джеррі спілкується за допомогою цифрового коду. Згодом відбувається серія небезпечних подій, включаючи появу неможливих морських істот, таких, як креветки без органів травлення. Люди розуміють, що істот і події матеріалізує Джеррі. Частина екіпажу гине, тоді Джонсон розуміє, що повинен використовувати психологію аби врятувати себе, Адамса і Галперн.
Після повторного перекладу повідомлень Джеррі, Джонсон усвідомлює, що Джеррі матеріалізовував страхи Адамса, який єдиний побував усередині сфери. Це підтверджується тим, що на станцію нападає велетенський кальмар, про якого Адамс читав у дитинстві.
Джонсон і Галперн присипляють Адамса і чекають відновлення контакту з поверхнею, але здійснення страхів продовжується. Галперн звинувачує Джонсона, що той таємно від усіх теж ввійшов до сфери. Джонсон заперечує, а потім переглядає записи з відеокамер і бачить як Галперн сама входила до сфери. Гелперн не вірить йому і закладає на дні вибухівку, після чого намагається задушити Джонсона, позбавивши його дихальної суміші.
Прагнучи врятувати, Джонсон ховається на кораблі, де входить у сферу. Всередині він знаходить море напівпрозорої «піни» та веде телепатичну розмову з сутністю, яка після низки загадок зрештою каже Джонсону, що найбільша сила, якою володіють люди, — це уява. Покинувши сферу, Джонсон вирішує втекти у мініатюрній субмарині, проте вирішує повернутися за Адамсом і Галперн. Усі троє покидають станцію перед тим, як її знищує вибух. Корабель також руйнується.
На поверхні, у камері декомпресії, тріо розмірковує над тим, як пояснити пережите ВМС. Усвідомлюючи, що вони не можуть користуватися силою, надану їм сферою, сповна, вони вирішують забути про події під водою. Адамс, Джонсон і Галперн бажають замінити свої спогади більш приземленою пам'яттю про фатальний технічний збій. Сфера виконує їхнє бажання.